# Grande Plage de Barneville à Portbail
La Grande Plage de Barneville à Portbail, longtemps également appelée Plage de Barneville est une plage de sable fin qui s'étend sur 10 kilomètres de Barneville-Carteret à Portbail sur la Côte des Isles dans le département de la Manche.

## Géographie
La plage est située sous un cordon dunaire, orientée vers l'ouest. Elle fait face à l'archipel des Écréhous et à l'île de Jersey. Elle est aussi traversée par le GR223.
Ses eaux, parfois calme, sont abritées de la houle atlantique par les îles Anglo-Normandes et réchauffées par le Gulf Stream.

## Les bains de mer
Avec le développement des transports ferroviaires puis automobiles, la mode des bains de mer se développe à la fin du XIXe siècle. Cette tendance, renforcée tout au long du XXe siècle notamment grâce à l'apparition des congés payés, encourage la création de stations balnéaires comme sur la Côte des Isles, parfois à l'emplacement d'anciens villages de pêcheurs.
Les femmes, en maillots six pièces, se changeaient dans des cabines installées sur des charrettes tirées par des chevaux. Ces charrettes les amenaient directement dans l'eau où elles descendaient par des escaliers, soutenues par des sortes de maître-nageurs en maillot une pièce et surveillées par des censeurs.

## Fréquentation
Très vaste et fréquentée sur les secteurs urbanisés, elle est surveillée du 1er juillet au 31 août dans une zone définie par des bouées. 
L'activité majeure y est la pêche à pied, la baignade, la détente et le bronzage. Néanmoins, à part être appréciée des joggeurs en début de matinée, certains y pratiquent le canoë et le body-board. Conseillé en de rares occasions (mer plate et calme, marée haute, temps clair et en groupe), il est intéressant de faire du snorkelling au-dessus de l'estran rocheux pour y observer un petit échantillon de la vie sous-marine.
Depuis 1992, la plage obtient tous les ans le Pavillon Bleu d'Europe pour sa qualité.

## Équipements
Plusieurs douches d'eau douce sont à disposition gratuite des baigneurs.
En été, des systèmes appelés "trialos" sont mis à disposition pour faciliter l'accès à la mer des personnes en situation de handicap physique.